# Diocesi di Villamagna di Tripolitania
La diocesi di Villamagna di Tripolitania (in latino Dioecesis Villamagnensis in Tripolitana) è una sede soppressa e sede titolare della Chiesa cattolica.

## Storia
Villamagna di Tripolitania, identificabile con Henchir-Sidi-Abdein nell'odierna Libia, è un'antica sede episcopale della provincia romana della Tripolitania.
Unico vescovo conosciuto di questa diocesi africana è il donatista Rogaziano, che prese parte alla conferenza di Cartagine del 411, che vide riuniti assieme i vescovi cattolici e donatisti dell'Africa romana. La sede in quell'occasione non aveva vescovi cattolici. Questo vescovo può essere identificato con il vescovo Rogaziano, indicato senza sede di appartenenza, che sottoscrisse la lettera sinodale redatta dal concilio dei massimianisti, setta dissidente donatista, riuniti a Cabarsussi il 24 giugno 393.
Dal 1933 Villamagna di Tripolitania è annoverata tra le sedi vescovili titolari della Chiesa cattolica; dal 19 febbraio 2018 il vescovo titolare è Peter Birkhofer, vescovo ausiliare di Friburgo in Brisgovia.

## Cronotassi

### Vescovi
- Rogaziano † (prima del 393 ? - dopo il 411) (vescovo donatista)

### Vescovi titolari
- Patrick Finbar Ryan, O.P. † (24 maggio 1966 - 10 gennaio 1975 deceduto)
- Giulio Einaudi † (10 novembre 1976 - 28 dicembre 2017 deceduto)
- Peter Birkhofer, dal 19 febbraio 2018